# Ceratophyllus niger
Ceratophyllus niger är en loppart som beskrevs av C.Fox 1908. Ceratophyllus niger ingår i släktet Ceratophyllus och familjen fågelloppor. Inga underarter finns listade i Catalogue of Life.